# Journal of Computational Biology
Le Journal of Computational Biology est une revue scientifique mensuelle à évaluation par les pairs  qui couvre des recherches en Biologie numérique et bio-informatique. Il a été fondé en 1994 et est publié par Mary Ann Liebert, Inc. (en). Le journal n'est accessible qu'en ligne.

## Description
Le journal  publie des analyses statistiques, mathématiques et informatiques approfondies des méthodes en  biologie numérique et bio-informatique, ainsi que de leur impact pratique. Les thèmes principaux couverts sont : la génomique, la modélisation mathématique et simulation, le calcul biologique distribué et parallèle, la conception et gestion de bases de données biologiques, comparaison et détection de modèles, les outils pour la biologie computationnelle, les systèmes experts biologiques.
Les  rédacteurs en chef de la revue sont Sorin Istrail (Université Brown) et Michael S. Waterman (Université de Californie du Sud). Depuis 1997, les auteurs d'articles acceptés pour la conférence Research in Computational Molecular Biology sont invités à soumettre une version révisée à un numéro spécial du journal. Lejournal publie aussi un numéro spécial pour la conférence ISBRA.
Les volumes de la revue sont annuels, chaque volume est composé de douze numéros. Chaque nombre comporte environ 150 pages. Le journal n'est accessible qu'en ligne.

## Résumés et indexation
La revue est indexée, et les résumés sont publiés notamment dans : PubMed/MEDLINE, PubMed Central, Current Contents, Science Citation Index Expanded Biotechnology Citation Index, Biochemistry & Biophysics Citation Index, Biological Abstracts, BIOSIS Previews, Journal Citation Reports/Science Edition, EMBASE/Excerpta Medica, Scopus, Chemical Abstracts,  ProQuest databases, Global Health MathSciNet, The DBLP Computer Science Bibliography.
D'après le Journal Citation Reports, le journal a, en 2018, un facteur d'impact de 0.879.
Sur SCImago Journal Rank, il est de 0,56

## Autres journaux de biologie numérique
- Liste de revues de biologie
- International Journal of Computational Biology and Drug Design
- Journal of computational biology and bioinformatics research
- Hans Journal of Computational Biology
- International Journal of Computational Biology
- PLOS Computational Biology
- Journal of Bioinformatics and Computational Biology
- Computational Biology and Chemistry
- Computational Biology Journal
- IEEE/ACM Transactions on Computational Biology and Bioinformatics